# Ünal Atay
Ünal Atay (* 1935 in Manisa) ist ein ehemaliger türkischer Fußballspieler.

## Karriere
Atay spielte in der Saison 1955/56 für İstanbulspor. In der Folgesaison wechselte der Mittelfeldspieler zu Galatasaray Istanbul. Sein Pflichtspieldebüt machte Atay am 30. September 1956 im Europapokal der Landesmeister gegen Dinamo Bukarest. Am Ende der Saison 1957/58 gewann Atay mit Galatasaray die Istanbuler Stadtmeisterschaft. Im Sommer 1959 ging es für Atay zu Fatih Karagümrük SK.
Dort spielte er bis zum Ende der Saison 1960/61. Für Karagümrük kam Atay zu 63 Ligaspielen und erzielte ein Tor.

## Erfolg
Galatasaray Istanbul
- İstanbul Profesyonel Ligi: 1958